# Яковлев, Михаил Лукьянович
Михаил Лукьянович Яковлев (19 (30) сентября 1798—4 (16) января 1868) — русский композитор, певец и государственный деятель (тайный советник, сенатор Российской империи).

## Биография
Сын статского советника родился 19 (30) сентября 1798 года. Воспитывался в Московском благородном университетском пансионе. В 1811 году поступил в Царскосельский лицей и окончил его в 1817 году. Профессорами был отмечен как прилежный ученик. Среди лицейских друзей Яковлева были Пушкин (чей литературный кружок он посещал) и Кюхельбекер. Был известен как имитатор (лицейское прозвище — «Паяс 200 номеров»). Лицейскую дружбу Яковлеву удалось пронести через всю дальнейшую жизнь: его самого друзья называли «лицейским старостой», а его квартиру «лицейским подворьем».
В июне 1817 года поступил на службу чиновником VI-го департамента Cената; несколько следующих лет выполнял секретарские функции при сенаторах Мертваго и Гермесе. С 1820 года занимал место столоначальника в департаменте разных податей. С января 1827 года был переведён в Санкт-Петербург во II отделение Собственной его императорского величества канцелярии по составлению законов под начальством М. М. Сперанского. В 1830 году назначен членом комиссии по разбору государственного и сенатского архивов, а в 1832 году — директором типографии II отделения Собственной Е. И. В. канцелярии. В этом качестве Яковлев способствовал первому изданию пушкинской «Истории Пугачёвского бунта». Был награждён орденом Св. Владимира 4-й степени — 17 марта 1829 года, 3-й степени — 21 апреля 1835 года, а также орденом Св. Анны 2-й степени с императорской короной.
С 1840 по 1843 год Яковлев возглавлял комитет II отделения по надзору за изданием полного свода законов. По окончании этой работы он был награждён орденом Станислава 1-й степени (12.03.1843) и назначен членом совета Министерства внутренних дел. В этой должности Яковлев оставался до 1848 года, когда был уволен в отставку по собственному желанию.
В 1862 году возвратился на службу в качестве консультанта Министерства юстиции. В том же году ему была поручена ревизия делопроизводства нескольких департаментов Сената. В 1863 году, выполнив эту задачу, М. Л. Яковлев был произведён в тайные советники и назначен в присутствие Сената по межевому департаменту. В 1865 году переведён во II отделение Пятого департамента, а два года спустя во II отделение Третьего департамента Сената. Скончался 4 (16) января 1868 года.

## Творчество
С литературным творчеством, которым Яковлев занимался ещё в Лицее, он покончил достаточно быстро. Некоторые стихотворения, опубликованные в альманахах его времени, в частности, в «Северных цветах» Дельвига, приписывались ранее Михаилу Лукьяновичу, но позже было установлено, что их автором был другой Яковлев — Михаил Алексеевич. М. А. Яковлевым был в 1828 году издан «Опыт русской анфологии, или Избранные эпиграммы, мадригалы, эпитафии, надписи, апологи и некоторые другие мелкие стихотворения», который также ранее приписывался Михаилу Лукьяновичу.
К концу 20-х годов Яковлев активно занялся музыкой и стал популярным салонным композитором и певцом (баритоном, как указывает М. И. Глинка). Также играл на скрипке. Всего Яковлеву-композитору приписывают 21 опубликованное произведение, в основном романсы и стилизации под народные песни на слова Пушкина, Дельвига, Державина. Ряд произведений Яковлева переиздавался на протяжении XIX и XX веков. Из произведений Яковлева наиболее известен романс «Зимний вечер» («Буря мглою небо кроет…») на слова Пушкина. Его романс «Когда, душа, просилась ты» впоследствии переложен Глинкой для двух голосов.